# النور جی. گیبسون
النور جی. گیبسون (انگلیسی: Eleanor J. Gibson؛ ۷ دسامبر ۱۹۱۰ – ۳۰ دسامبر ۲۰۰۲) یک دانشمند در زمینه روان‌شناسی اهل ایالات متحده آمریکا بود.
وی همچنین برنده جوایزی همچون کمک هزینه گوگنهایم و نشان ملی علوم شده است.